# Quartetto per archi n. 5 (Beethoven)
Il Quartetto per archi n. 5 in La maggiore, op.18, è una composizione di Ludwig van Beethoven scritta nel 1799 e pubblicata nel 1801.

## Storia
Il brano fu composto tra giugno e agosto del 1799. Cronologicamente, nel complesso dei sei quartetti che costituiscono l'op.18, si presume sia in realtà il quarto ad esser stato scritto; il numero "5" che lo contraddistingue deriva dall'ordine in cui furono stampati i quartetti. L'ordine esatto in cui furono composti i sei quartetti non è del tutto certo, dato che gli originali autografi sono andati perduti, tuttavia si può dedurre dai quaderni di appunti.
Il quartetto fu pubblicato nel 1801.

## Movimenti
Il quartetto è composto da quattro movimenti:
1. Allegro (La maggiore)
2. Menuetto (La maggiore)
3. Andante cantabile (Re maggiore)
4. Allegro (La maggiore)